# Шилпа Шетті
Шилпа Шетті (англ. Shilpa Shetty, гінді शिल्पा शेट्टी) — індійська кіноакторка, що знімалася переважно у фільмах мовою гінді. Дебютувала у фільмі 1993 року «Гра зі смертю». Переможниця п'ятого сезону британського телешоу Celebrity Big Brother. Співвласниця крикетної команди Rajasthan Royals.

## Біографія
Шилпа Шетті народилася 8 червня 1975  року в родині колишніх моделей Сурендра і Сунанди Шетті. Її мати була моделлю для Forhans, Bournvita, а її батько брав участь в рекламі окулярів Yera, її молодша сестра Шаміт Шетті є акторкою.
У Мумбаї вона вчилася у Вищій школі в Chembur, а пізніше брала участь Podar коледжу в Matunga. Шилпа також була капітаном команди з волейболу в школі і отримала чорний пояс з карате. У 15 років Шилпа захотіла стати моделлю, але її зріст і вага не відповідали параметрам моделі і на кастингу їй відмовили.
У віці 17 років їй запропонували головну роль у фільмі «Mera Dil» з Рахулом Роєм. Але фільм до кінця не був відзнятий. Далі Шилпа Шетті запропонували роль в «Гра зі смертю» c Шахруха Ханом і Каджол, який згодом став хітом, і за який Шилпа була номінована на Filmfare Awards.
В даний час Шилпа бере активну участь в кампанії проти СНІДу і бореться проти жорстокого поводження з тваринами.
Вона знялася майже у 50 фільмах мовами гінді, тамільською, телуґу і каннада, свою першу провідну роль зіграла в 1994 році — AAG.